# Tim Parnell
Reginald Harold Haslam "Tim" Parnell, född 25 juni 1932 i Derby, död 5 april 2017, var en brittisk racerförare och stallchef. Han var son till racerföraren Reg Parnell och efter faderns död tog han över ledningen av stallet Reg Parnell Racing. I början av 1970-talet var han stallchef för BRM. 

## F1-karriär
| Säsong | Stall/Tillverkare             | Poäng | Placering |
| ------ | ----------------------------- | ----- | --------- |
| 1959   | R R H Parnell (Cooper-Climax) | 0     | -         |
| 1961   | Tim Parnell (Lotus-Climax)    | 0     | -         |
| 1963   | Tim Parnell (Lotus-Climax)    | 0     | -         |